# NGC 7727
NGC 7727 (również PGC 72060 lub Arp 222) – galaktyka spiralna ze słabą poprzeczką (SBa/P), znajdująca się w gwiazdozbiorze Wodnika. Odkrył ją William Herschel 27 listopada 1785 roku. Powstała w wyniku zderzenia dwóch galaktyk, przez co zawiera ona dwa jądra galaktyczne, z których każda posiada supermasywną czarną dziurę oddzielone od siebie o ok. 1600 lat świetlnych.

## Charakterystyka fizyczna
Oddalona o 27 milionów parseków galaktyka przez swoją nietypową strukturę została wpisana do Atlasu Osobliwych Galaktyk Haltona Arpa pod numerem 222 i sklasyfikowana jako „Galaktyka z amorficznymi ramionami spiralnymi”. Jest to efekt kolizji dwóch galaktyk, które miało miejsce około miliarda lat temu.

Dane spektralne z MUSE obrazujące w jaki sposób astronomowie dokonali pomiaru mas supermasywnych czarnych dziur w centralnym rejonie galaktyki. Masywniejsze czarne dziury posiadają silniejsze przyciąganie grawitacyjne na otaczające je gwiazdy powodując, że te poruszają się szybciej. Dokonując pomiarów linii spektralnych gwiazd otaczających te czarne dziury, możemy zauważyć, że gwiazdy o wyższych prędkościach orbitalnych mają widoczne szersze linie absorbcyjne. Na podstawie tych danych astronomowie wyznaczyli masy czarnych dziur.

W listopadzie 2021 dzięki należącemu do ESO teleskopu VLT oraz zainstalowanego w nim urządzenia MUSE odkryto w tej galaktyce najbliższą Ziemi parę supermasywnych czarnych dziur posiadającą również najmniejszą separację między sobą niż jakikolwiek inny znany obiekt tego typu. Większa czarna dziura posiada masę 154 miliony razy większą od Słońca, a mniejsza posiada 6,4 miliona mas Słońca (dla porównania, centralna czarna dziura Drogi Mlecznej – Sagittarius A* posiada masę około 4 milionów mas Słońca). Spodziewa się, że do połączenia czarnych dziur dojdzie w przeciągu 250 milionów lat.
Już wcześniej podejrzewano, że w galaktyce znajduje się para czarnych dziur, jednak nie było możliwości potwierdzenia ich istnienia z powodu zbyt niskiej ilości wysokoenergetycznego promieniowania pochodzącego z ich najbliższego otoczenia. Uważa się, że odkrycie to może to zwiększyć całkowitą liczbę supermasywnych czarnych dziur znanych w lokalnym Wszechświecie o 30%. Naukowcy spodziewają się, że pomocą przy odkryciu wielu innych par supermasywnych czarnych dziur będzie planowany teleskop ELT.